# ハワード・ガードナー

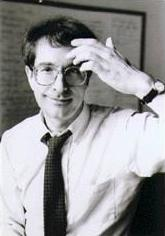
ハワード・ガードナー

ハワード・アール・ガードナー（Howard Earl Gardner, 1943年7月11日 - ）は、アメリカの心理学者である。多重知能理論を提示した。「多重知能：人間知能の新たな理解」と「非犯性の発見」そして「熱情と気質」等を作った教育理論の大家で、世界各国で彼の理論に根拠を置く研究所と団体が運営されている。 

## 経歴
- 米国ハーバード大学教育大学院教育心理学教授
- 米国ボストン大学医学部神経学科教授
- 米国ハーバード大学プロジェクト・ゼロ研究所責任者、運営委員長

## 著書
- 熱情と気質 (Creating Minds)

## 受賞歴
- 1981年：マッカーサー・フェローシップ
- 1990年：グロマイヤー賞